# Општина Воинешти (Дамбовица)
Воинешти (рум. Voineşti) општина је у Румунији у округу Дамбовица.
Oпштина се налази на надморској висини од 461 m.